# Gérard Debreu
Gérard Debreu (Calais, 4 de julio de 1921-París, 31 de diciembre de 2004) fue un economista francés nacionalizado estadounidense.
Inspirado en el enfoque axiomático de Nicolas Bourbaki y atraído por la investigación de Allais, M. (1943) "A la recherche d’une Discipline Economique" a la teoría del equilibrio general, campo en el que se le laurearía con el Premio del Banco de Suecia en Ciencias Económicas en memoria de Alfred Nobel en 1983, “por haber incorporado nuevos métodos analíticos a la teoría económica y por su rigurosa reformulación de la teoría del equilibrio general”.

## Biografía
Terminó la educación secundaria justo antes de comenzar la Segunda Guerra Mundial, pero en lugar de ir a la Universidad hizo un curso improvisado de Matemáticas en Ambert. Posteriormente se trasladó a Grenoble. En 1941 fue admitido en la École Normale Supérieure con Marcel Boiteux, donde debía graduarse alrededor de 1944, cuando la ofensiva del Día D le hizo alistarse en el Ejército aliado. Fue enviado para su entrenamiento a Argelia, y sirvió en las fuerzas francesas de ocupación en Alemania hasta 1945.
Finalmente se graduó a finales de 1945, y posteriormente comenzó a interesarse por la economía, particularmente por la Teoría del Equilibrio general de Léon Walras. Obtuvo una Beca Rockefeller que le permitió visitar diversas universidades estadounidenses, así como la de Upsala en Oslo, en 1949 y 1950. Debreu comenzó a trabajar como Investigador Asociado en la Universidad de Chicago en el verano de 1950. Allí permaneció cinco años, volviendo periódicamente a París. En 1954 publicó un artículo fundamental en la historia de la economía, "Existence of an Equilibrium for a Competitive Economy" (Existencia de Equilibrio en una Economía Competitiva), junto a Kenneth Arrow. En 1955 se trasladó a la Universidad de Yale. En 1959 publicó su primera obra monográfica, "Theory of Value" (Teoría del valor). En 1960-61 trabajó en la Universidad de Stanford y desde 1962 en la Universidad de California, Berkeley. A finales de los sesenta y en los setenta, estuvo en otras universidades como Leiden, Cambridge, Bonn y París.
En julio de 1975 se convirtió en ciudadano de Estados Unidos. Sus estudios posteriores se centraron principalmente en la teoría de funciones de utilidad diferenciables y cóncavas. También contribuyó en el teorema de Sonnenschein-Mantel-Debreu que refuta la unicidad y estabilidad de equilibrio general salvo en ciertas ocasiones.
En 1976 recibió la Legión de Honor Francesa. En 1983 fue laureado con el Premio del Banco de Suecia en Ciencias Económicas en memoria de Alfred Nobel por sus trabajos sobre Equilibrio general en economías competitivas.
Debreu se casó en 1946 con Françoise Bled y tuvo dos hijas, Chantal y Florence, nacidas en 1946 y 1950 respectivamente.
Murió a los 83 años de edad por causas naturales.